# Вилокская поселковая община
Вилокская поселковая общи́на (укр. Вилоцька селищна громада) — территориальная община в Береговском районе Закарпатской области Украины.
Административный центр — посёлок Вилок.
Население составляет 14 836 человек. Площадь — 139 км².

## Населённые пункты
В состав общины входит 1 посёлок (Вилок) и 10 сёл:
- Вербовец
- Чёрный Поток
- Матийово
- Вербовое
- Русская Долина
- Новое Село
- Перекрестье
- Карачин
- Пушкино
- Шаланки